# Allevard
Allevard település Franciaországban, Isère megyében. Lakosainak száma 3962 fő (2022. január 1.). Allevard La Chapelle-du-Bard, Saint-Maximin, Crêts-en-Belledonne, Arvillard, Saint-Alban-des-Villards, Saint-Étienne-de-Cuines, Le Moutaret, Pontcharra és Le Haut-Bréda községekkel határos.

## Népesség
A település népességének változása:
| Lakosok száma | 2478 | 2391 | 2558 | 3853 | 4006 | 4124 | 4102 | 4023 | 3999 | 3962 |
|               | 1968 | 1982 | 1990 | 2006 | 2013 | 2015 | 2017 | 2019 | 2020 | 2022 |